# Amphonyx duponchel
Duponchel's Sphinx (Amphonyx duponchel) là một loài bướm đêm thuộc họ Sphingidae. Nó được tìm thấy ở tropical và subtropical lowlands in Cuba và the West Indies và from Bolivia, miền nam Brasil và Argentina to Venezuela, Belize, Guatemala, Nicaragua, Costa Rica và México. Nó cũng được tìm thấy ở Florida và Texas, ở đó nó is rare.
Sải cánh dài 110–150 mm, with the males being much smaller than the females. There are black discal dashes và a transverse, kidney-shaped, dirty white discal spot located on the forewing upperside.
Con trưởng thành bay quanh năm. They nectar at flowers.
Ấu trùng ăn Guatteria diospyroides, Annona purpurea, Annona reticulata, Xylopia frutescens và Annona glabra và probably other Annonaceae species. They are very colourful.

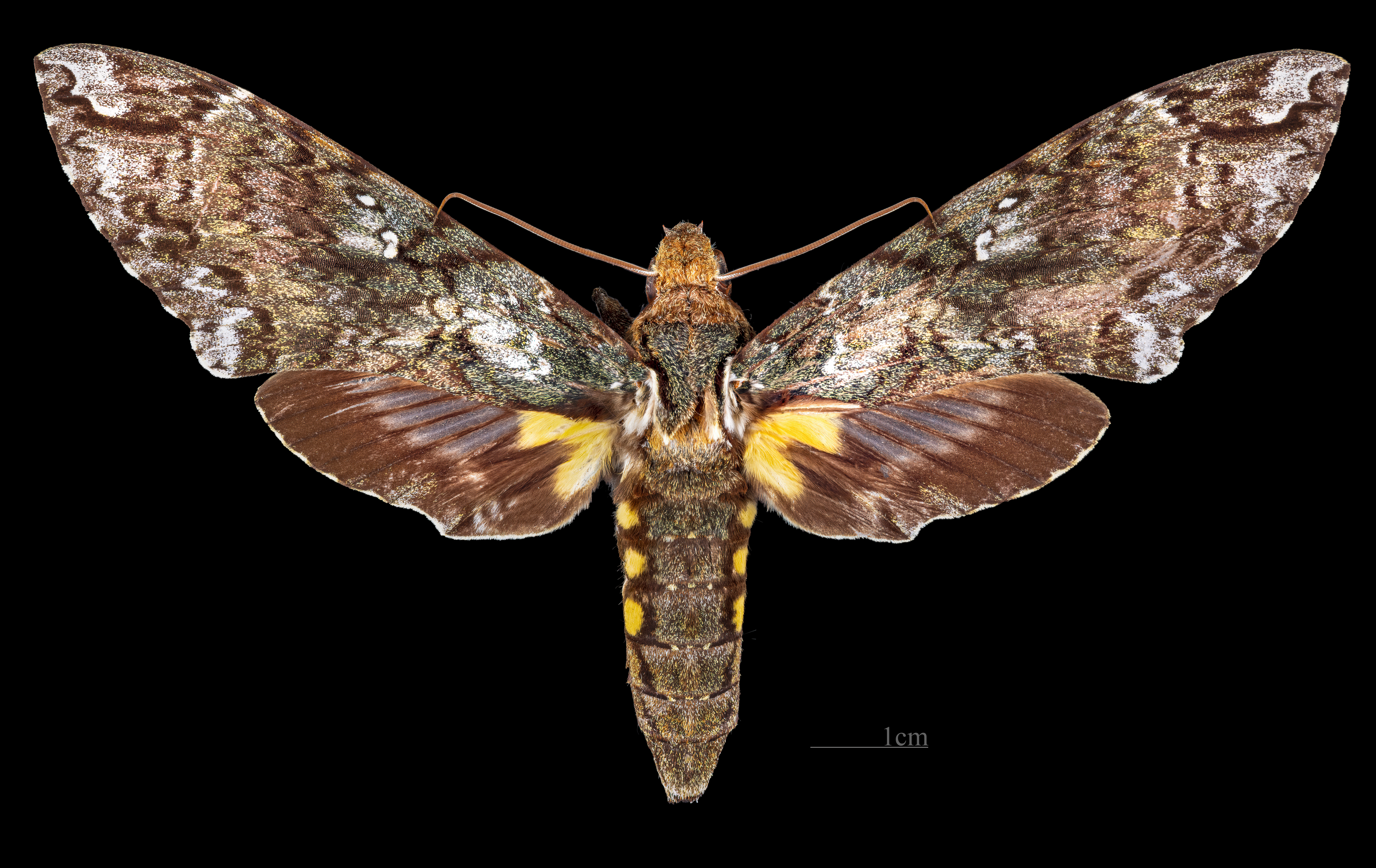
♀
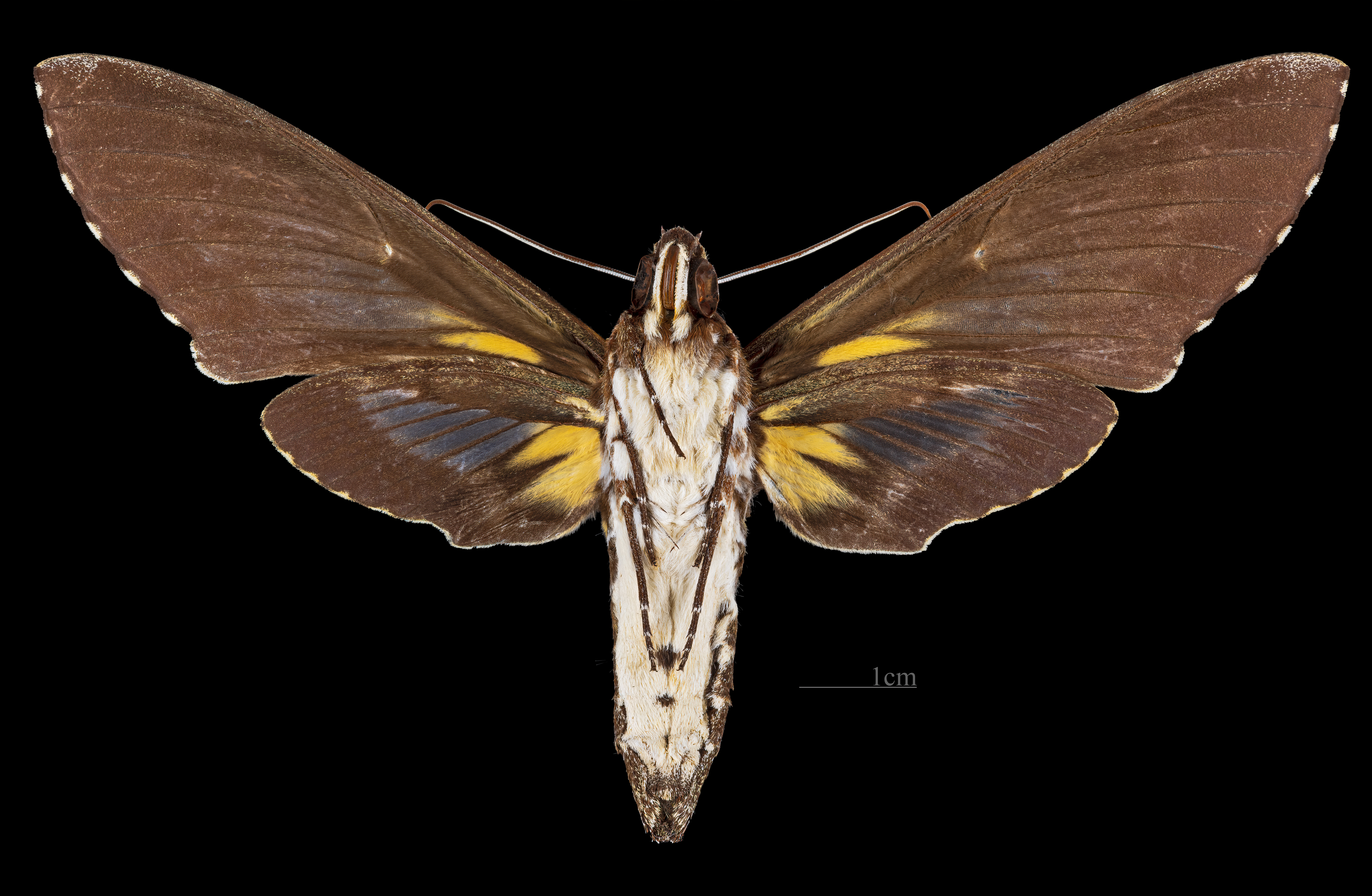
♀ △